# Jürg Halter
Jürg Halter (* 23. Juni 1980 in Bern) ist ein Schweizer Dichter, Musiker und Performance-Poet. Bis Anfang 2015 war Halter unter dem Pseudonym Kutti MC auch als Rapper aktiv.

## Biografie
Halter studierte an der Hochschule der Künste Bern und machte sich durch Lesungen und Dichterfestivals (zum Beispiel Poetry Africa in Durban, Internationales Literaturfestival in Berlin, 14th American National Poetry Slam in Chicago und Buchmesse Leipzig) einen Namen. Er schrieb Beiträge in verschiedenen Kunstzeitschriften und Anthologien. Sein im Februar 2005 erschienenes Debütwerk, der Gedichtband Ich habe die Welt berührt, erhielt 2005 den Buchpreis des Kantons Bern.
Seit 2005 hatte Halter zahlreiche Auftritte an internationalen Literaturfestivals in Europa, Russland, den USA, Japan und Afrika sowie eigene Theater-Performance-Reihen u. a. im Theater Neumarkt in Zürich («Wir bauen uns die Welt, wie sie uns gefällt», 2010 / 2011), im Casinotheater in Winterthur und im Südpol Luzern («Die unglaublichste Talkshow der Welt» 2009 / 2010 / 2013).
Gemeinsam mit dem japanischen Dichter Shuntaro Tanikawa verfasste Jürg Halter zwei Kettengedichte. An dem ersten Poem mit dem Titel Sprechendes Wasser arbeiteten die beiden vier Jahre lang, den zweiten Gemeinschaftstext schrieben sie innerhalb von fünf Tagen. Ein Titel steht ebenso wie das Erscheinungsdatum noch nicht fest.
Er ist Mitbegründer und Leiter des Literatur- und Kunstkonstrukts art.21 und als Kulturinszenator tätig, etwa für das 1. Schweizer Kinder- und Jugendliteraturfestival.
Mit dem Projekt Kutti MC schuf Halter eine Kunstfigur in der Rap-Szene. Auf dem 2005 erschienenen Album wird er bei mehreren Stücken von namhaften Rappern und Produzenten unterstützt, so zum Beispiel von Big Zis, der Berner Hip-Hop-Combo Wurzel 5 oder Sad. Die CD ist bei Kritikern und Wortführern der Hip-Hop-Szene umstritten. Seit 2005 sind vier weitere Alben als Kutti MC erschienen, auf denen er u. a. mit Künstlern wie Stephan Eicher, Sophie Hunger, Baschi, Endo Anaconda (Stiller Has), Kuno Lauener (Züri West) und Marc Smith zusammengearbeitet hat.

## Schriften
- Ich habe die Welt berührt. Gedichte. Ammann Verlag, Zürich 2005, ISBN 3-250-10480-9.
- Nichts, das mich hält. Gedichte. Ammann, Zürich 2008, ISBN 978-3-250-10601-2.
- Sprechendes Wasser.  Deutsch und Japanisch. Kettengedicht mit Shuntarō Tanikawa. Secession Verlag für Literatur, Zürich 2012, ISBN 978-3-905951-15-8.
- Hoffentlich verliebe ich mich nicht in dich. Text-Bilder-Buch mit Huber.Huber. Edition Patrick Frey, Zürich 2014.
- Wir fürchten das Ende der Musik. Gedichte. Wallstein Verlag, Göttingen 2014, ISBN 978-3-8353-1422-1.
- Das 48-Stunden-Gedicht. Deutsch und Japanisch. Kettengedicht mit Tanikawa Shuntarō. Wallstein Verlag, Göttingen 2016, ISBN 978-3-8353-1872-4.
- Mondkreisläufer. Der gesunde Menschenversand, Luzern 2017, ISBN 978-3-03853-056-5.
- Erwachen im 21. Jahrhundert. Roman. Zytglogge Verlag, Basel 2018, ISBN 978-3-7296-0999-0.
- Gemeinsame Sprache. Gedichte. Dörlemann Verlag, Zürich 2021, ISBN 978-3-03820-089-5.

## Diskografie

### Alben
- 2005: Jugend & Kultur
- 2006: Dark Angel
- 2009: Sunne
- 2011: Freischwimmer
- 2014: Rebellion Alltag

### Singles/Sonstige
- 2005: Kutti Funk
- 2005: Di Junge
- 2005: Alternative Motherfu**ers
- 2006: Dini Stadt
- 2006: St. Helvetia
- 2006: Mon bébé (feat. Endo Anaconda)
- 2009: Sunne
- 2009: Irgendwo (feat. Sophie Hunger)
- 2010: Freiheit
- 2010: Chumm nöcher
- 2011: Opferbrief
- 2014: Härzschlag
- 2014: Cara Mia
- 2014: Unghüür (feat. Baschi)